# John Kakooza
John Kakooza (ur. 12 grudnia 1964) – ugandyjski bokser, uczestnik Letnich Igrzysk Olimpijskich 1984. 
Podczas Igrzysk w Los Angeles, Kakooza startował w wadze muszej. W pierwszej rundzie zmierzył się z Meksykaninem Fausto Garcíą, z którym przegrał (0-5).